# Богдан Лобонц
Богдан Йонут Лобонц  (роден на 18 януари в Хунедоара) е румънски футболист, играе като вратар.

## Клубна кариера

### Ранна кариера
Лобонц започва кариерата си в местния румънски клуб Корвинул Хунедоара. През 1997 г. преминава в Рапид Букурещ. През 2000 г. преминава в холандския гранд Аякс. Заради контузии не успява да се наложи в холандския отбор и преминава под наем в отбора от родината си Динамо Букурещ.
След завръщането си в Аякс, Лобонц се превръща в титулярен вратар, но контузии отново му пречат да играе редовно.
През 2006 г. Лобонц е продаден на италианския Фиорентина, които се нуждаят от заместник на контузения Себастиан Фрей. Лобонц се представя добре, но след завръщането на Фрей от контузия, той се превръща в резервен вратар. За да не изгуби мястото си в националния отбор, Лобонц се завръща отново в Румъния за втория си престой в Динамо Букурещ през януари 2007 г. Успява да помогне на отбора да спечели на Румънска лига I за сезон 2006/07.

### Рома
На 31 август 2009 г. Лобонц преминава под наем в отбора от Серия А Рома с опция за закупуване след края на сезона.
Дебютът си за клуба прави на 4 октомври 2009 г., влизайки като резерва в мач срещу Наполи. През сезон 2011/12 временно се превръща в титуляр заради контузията на холандския страж Мартен Стекеленбург. На 4 март 2012 влиза като резерва в мач срещу кръвния враг Лацио заради червен картон на Стекеленбург.

## Национален отбор
Дълги години Лобонц е титуляр на вратата на Румъния. Изиграва 82 мача и е част от съставите на Румъния за Евро 2000 и Евро 2008.
Прави силен мач за страната си при равенството 1-1 в груповата фаза на Евро 2008 срещу световния шампион Италия.

## Успехи

### Клубни

#### Рапид Букурещ
- Румънска лига I: 1998/99
- Купа на Румъния: 1998
- Суперкупа на Румъния: 1999

#### Аякс
- Ередивиси: 2003/04

#### Динамо Букурещ
- Румънска лига I: 2001/02, 2006/07